# حسن التلمساني
حسن التلمساني (1923 - 1987) هو مصور سينمائي مصري.

## حياته ونشأته
حسن عبد الرحمن التلمساني، أحد رواد فن السينما التسجيلية في مصر. هو الشقيق الأصغر لكامل التلمساني، رائد الواقعية في السينما المصرية، وعبد القادر التلمساني، أحد رواد فن السينما التسجيلية في مصر وهو والد المصور السينمائي والممثل المصري طارق التلمساني. التحق حسن التلمساني بمدرسة الفنون الزخرفية وحصل علي الدبلوم في عام 1938 ولكنه في هذه المرحلة المبكرة كان عاشقا لفن الرسم والتصوير، فمضي يبحث ويطلع ويمارس متوسما خطى شقيقه الأكبر. تتلمذ علي يد الفنان رمسيس يونان واشترك في معارض الفن الحر من سنة 1944 حتى سنة 1947 كما شارك في عدة معارض لجمعية محبي الفنون الجميلة وجماعة الفن المعاصر وكذلك في معارض دولية في باريس وسان باولو وفينيسيا. سافر إلي لندن في بعثة تدريبية لدراسة فن التصوير السينمائي. في أغسطس 1952 عين ومعه المخرج صلاح التهامي في وحدة الأفلام السينمائية التي أنشئت في شركة شل. واشترك الاثنان معا في عمل مجموعة من الأفلام التسجيلية تصور الأنشطة المصرية في مجال الإنتاج الزراعي والصناعي والتعديني، بالإضافة إلي الفيلم الروائي «دياب» الذي أخرجه صلاح التهامي.

## عضويات ومسيرته
عضو جمعية الفيلم المصرية رقم 59، انضم للجمعية في عام 1963.بعد كوبري قليوب على اليمين. وفي تلك القرية، ولد حسن التلمساني في 7 مايو 1923، وفيها مات في 3 أبريل 1987. وفي بيته الريفي المتواضع، كان يقضي وقته في عملين ينكب عليهما دون ملل ولا كلل: القراءة والرسم...

في كتاب «تجارب في السينما التسجيلية المصرية» من تأليف محمد عبد الله، يواصل حسن التلمساني رواية آرائه وذكرياته: 
"لابد أن يتميز المصور بالقدرة على التكوين والإحساس بالإضاءة وتوزيعها، والذوق العام الذي ينبع من تكوينه العاطفي والنفسي". "الخلفية الثقافية أفادتني في كل فيلم كنت أصوره ... كنت أحرص على أن تكون فيه خطوات جديدة إلى الأمام، سواء في الصورة أو في حركة الكاميرا .. وكنت كثير التجارب والجرأة في العمل". "واجهتني مصاعب فنية كثيرة في عملي كمصور سينمائي .. في سنة 1954 مثلا كنت أصور فيلم "دياب" من إخراج صلاح التهامي .. ولم يكن الفيلم الخام في ذلك الوقت حساسا للضوء بالقدر الكافي كما هو الآن .. فلم أتردد في الاستعانة بكافة وسائل الإضاءة التي لم يستخدمها أحد من قبل في التصوير السينمائي ... مثل كشافات السيارة والكلوبات ولمبات الجاز والفوانيس الريفية ... وكانت هذه اللقطات من أنجح لقطات الفيلم".

## أعمال
- مجموعة أعمال «الوحدة السينمائية بشركة شل»:1954 / 1960
  - إخراج: صلاح التهامي
  - إنتاج: شركة شل

مجموعة عديدة من الأفلام التسجيلية لمعالم الحياة الإنتاجية في مصر وأهمها: مصنع الصفيح" – ري الأراضي الصحراوية – تبطين قناة السويس – قصة غاز "البوتين"
```
* دياب: 1956 – 30 دقيقة
```

- - إخراج: صلاح التهامي
  - إنتاج: شركة شل

فيلم روائي قصير يعتبر من أهم الأفلام التي أنتجتها الوحدة السينمائية بشركة شل. ويصور مظاهر معايشة الكاميرا للفلاحين بإحدى قرى البحيرة من خلال قصة الفلاح الشاب «دياب» الذي يعارض أفكار ابيه التقليدية، ويحاول تطوير واقع القرية المصرية، بتطوير أساليب الزراعة ومقاومة الآفات الزراعية ليتمكن من تحقيق حلمه في الزواج في موسم جني القطن. وقد نال هذا الفيلم ثلاث جوائز في القصة والسيناريو والإخراج في مسابقة وزارة الثقافة عام 1958.
- فليشهد العالم: 1956 – 8 دقائق
  - إخراج: سعد نديم
  - إنتاج: مصلحة الفنون

تسجيل لأثار العدوان الثلاثي الذي ألحق الدمار بمدينة بورسعيد. وقد نال المصور عن هذا الفيلم ميدالية الفنون عام 1957.
- مصر أم الدنيا: 1957 – 37 دقيقة
  - إخراج: صلاح التهامي
  - إنتاج: شركة شل

إطلالة على تاريخ عاصمة مصر، بدءا من منف إلى الفسطاط والقطائع وقاهرة المعز لاكتشاف الانعكاسات التاريخية على معالم القاهرة الحديثة في الفنون والعمارة والتقاليد المتوارثة والاحتفالات الشعبية: وفاء النيل، وشم النسيم، وليالي رمضان. وقد نال هذا الفيلم جائزة الإخراج في مسابقة وزارة الثقافة عام 1958.
- كنوز الفن الإسلامي: 1960 – 18 دقيقة
  - إخراج: ولي الدين سامح
  - إنتاج: المؤسسة المصرية العامة للسينما

عن ملامح وخصائص تراث الفن والعمارة في مصر عبر تاريخها الإسلامي، وإبراز عظَمة الفن الإسلامي في المنشآت المعمارية الإسلامية وأعمال النحت على الخشب والزجاج والرخام الملون والنحاس كما تبدو في المنازل والقصور الأثرية الإسلامية وفي المساجد وفي النافورات التي تحمل الطابع الإسلامي.
- مجموعة أفلام «فن بلدنا»: 1960 – 10 دقائق لكل فيلم
  - إخراج: سعد النديم
  - إنتاج: التلفزيون العربي

وهي مجموعة من عشرة أفلام تصور براعة الصناعات اليدوية والفنون التطبيقية في مصر. ويتناول كل فيلم منها عملا من الحرف التالية: أعمال النحاس – النجارة العربية – الزجاج – الفخار – الكليم والسجاد – الخيام والأعلام – الحصر والغاب – تطعيم الخشب – الجلود – الذهب.
- مجموعة أفلام «وزارة الزراعة»: 1960 – 15 دقيقة لكل فيلم
  - إخراج: عبد القادر التلمساني
  - إنتاج: مؤسسة دعم السينما – لحساب إدارة الإرشاد الزراعي بوزارة الزراعة

مجموعة تتكون من أربعة أفلام هي (المحاصيل الحقلية – البساتين والخضر – الثروة الحيوانية – زراعة الذرة) وكان الفنان الراحل حسن التلمساني مرشحا في فترة إنتاج هذه الأفلام لبعثة فنية في أمريكا، فألغى ترشيحه ليبقى بمصر ليقوم بتصوير هذة الأفلام التي يخرجها أخوه «عبد القادر التلمساني».
- جبال سيناء: 1960 – 10 دقائق
  - إخراج: عبد القادر التلمساني
  - إنتاج: مؤسسة دعم السينما

يصور المناطق الجبلية في جنوب سيناء، ويبرز جماليات التكوينات الصخرية والجيولوجية.. كما يصور مناطق الثروات المعدنية خصوصا حقول البترول ومناجم المنجنيز وحياة البدو في منطقة وادي فيران.
- هروب العائلة المقدسة: 1961 – 33 دقيقة
  - إخراج: ولي الدين سامح
  - إنتاج: المؤسسة المصرية العامة للسينما

يعرض الحقائق التاريخية والأثرية لقصة هروب العائلة المقدسة من القدس بسبب اضطهادات الحكم الروماني، والتجاء العائلة إلى مصر، أرض الأديان والمحبة والسلام. وذلك من خلال تصوير جميع الآثار القبطية المتبقية في صعيد مصر، وفي أرض سيناء والتي تسجل قصة هذا الهروب.
- مجموعة أفلام «تراث الإنسانية»: 1960
  - إخراج: سعد النديم
  - إنتاج: المؤسسة المصرية العامة للسينما

وهي مجموعة من سبعة أفلام: (معبد فيلة – من دندرة إلى السبوع – من عمدا إلى ابريم – أبو سمبل – كلابشة وبيت الوالي – حكاية من النوبة). وتصور هذه الأفلام الآثار الخالدة التي خلفتها الحضارة المصرية القديمة في ربوع الصعيد وأقصى جنوب الصعيد وأرض النوبة.
- دير سانت كاترين: 1961 – 10 دقائق
  - إخراج: عبد القادر التلمساني
  - إنتاج: مؤسسة دعم السينما

يصور منطقة جبل موسى ودير شهيدة الإسكندرية المعروف عالميا بدير سانت كاترين. كما يصور الفيلم كل ما يحتويه الدير من كنوز وتحف أثرية. ويصور أيضا الاحتفالات التي يقوم بها رهبان الدير في عيد القديسة كاترين في كل عام. وقد نال هذا الفيلم الجائزة الأولى في مهرجان سالونيك الدولي عام 1968.
- المتحف القبطي: 1962 – 12 دقيقة
  - إخراج: ولي الدين سامح
  - إنتاج: الشركة العامة للإنتاج السينمائي العربي

في كادرات سينمائية رائعة التكوين، يستعرض الفيلم عشرات النماذج الرفيعة التي تمثل الفنون والآثار القبطية في النحت والتصوير والرسم والزخرفة والعمارة، مع ابراز جذور الفن القبطي وعلاقتها بالفن المصري الذي كان سائدا في العصر الروماني والفن الفرعوني الأصيل. ويؤكد الفيلم أثر الروح المصرية الصميمة التي سادت في جميع تلك الأعمال.
- - البحث العلمي في مصر: 1962 – 15 دقيقة
  - إخراج وسيناريو وتصوير: حسن التلمساني
  - إنتاج: المكتب العربي للسينما

استعراض تسجيلي لجميع اوجه الأنشطة المختلفة لوزارة البحث العلمي في مصر في مرحلة بداية الستينات.
- مجموعة أفلام «مذكرات مهندس»: 1962/1963/1964/1966/1970 – تتراوح أطوالها من 20 إلى 40 دقيقة
  - إخراج: صلاح التهامي
  - إنتاج: الهيئة العامة للاستعلامات

مجموعة من خمسة أجزاء تتناول رحلة مع مهندس من القاهرة إلى أسوان. حيث تتغير عقليته نتيجة لاشتراكه في بناء السد العالي. فبعد أن كان مثله الأعلى أن يكون مهندسا معماريا يشيد العمارات بالقاهرة ويضع عليها لوحة باسمه، شعر المهندس بأن اشتراكه مع الآلاف من زملائه المصريين في بناء السد العالي سيمنحه متعة الحياة الحقيقة وهي المشاركة في بناء عمل سيعود بالنفع على الملايين من أبناء الشعب المصري. وقد نالت هذه الأفلام الجائزة الأولى للفيلم التسجيلي بمهرجان الفيلم الإفريقي بالصومال عام 1963 وجائزة لومومبا للأفلام التسجيلية بمهرجان الفيلم الآسيوي الإفريقي بإندونيسيا عام 1964 وشهادة تقدير من مهرجان السينما العالمي بكارلو فيفاري بتشيكوسلوفاكيا عام 1964.
- مجموعة أفلام «سباق مع الزمن»: 1962 - 1970
  - إخراج: صلاح التهامي
  - إنتاج: الهيئة العامة للاستعلامات

تتضمن سلسلة من الأفلام التسجيلية عن المراحل الأساسية المختلفة لبناء السد العالي. وقد حصلت هذه الأفلام على جائزتين في السيناريو والإخراج في مسابقة وزارة الثقافة عام 1963.
- الأخوان الصديقان: 1962 - 30 دقيقة
  - إخراج: عبد القادر التلمساني
  - إنتاج: مؤسسة دعم السينما

وهو فيلم روائي قصير عن قصة لمحمود توفيق، وتمثيل ملك الجمل وحسين عسر. ويتناول عرضا لحياة أسرة ريفية من المعدمين مات عائلها وفرقت الظروف الاجتماعية بين الأخ وأخته، حين اضطرت الأم أن ترسل الابنة إلى المدينة لكي تعمل هناك خادمة في أحد البيوت.
- البحر زاد: 1963 - 7 دقائق
  - إخراج وسيناريو وتصوير: حسن التلمساني
  - إنتاج: المكتب العربي للسينما

يصور مظاهر احتفال أهالي دمياط بوصول مياه الفيضان إلى مدينتهم العريقة التي تقع عند مصب النيل، كما يصور ويسجل عملية إغلاق عيون سد دمياط التي تتم بعمل جماعي يشترك فيه الكثيرون لحفظ مياه الفيضان وتوزيعها على الأراضي الزراعية الخصبة.
- يا نيل: 1963 - 10 دقائق
  - إخراج وسيناريو وتصوير: حسن التلمساني
  - إنتاج: المكتب العربي للسينما

يصور الفيلم مظاهر فيضان النيل، وغمر مياهه لأراضي مصر العليا أيام انتشار طريقة الري بالحياض قبل تشغيل السد العالي. كما يصور احتفال أهالي الصعيد بهذا الحدث السنوي الذي كان يتكرر كل عام.
- فن السعادة الزوجية: 1963 - 60 دقيقة
  - إخراج: عبد القادر التلمساني
  - إنتاج: التلفزيون العربي

وهو فيلم روائي مأخوذ عن قصة للكاتب الفرنسي أندريه موروا ومن تمثيل: عبدا لمنعم إبراهيم وسهير البابلي وكمال حسين. وتدور القصة عن علاقات الحب والزواج، وعن التصرفات والمواقف التي تجلب النكد، التصرفات والمواقف الأخرى التي تشبع السعادة والهناء في بيت الزوجية.
- حكاية من النوبة: 1963 – 25 دقيقة
  - إخراج: سعد النديم
  - إنتاج: المؤسسة المصرية العامة للسينما

من خلال لوحات رسمها بعض الفنانين والذين ذهبوا إلى بلاد النوبة، قبل ترحيل أهلها إلى كوم امبو، يروي لنا الفيلم قصة هؤلاء السكان: ماضيهم وحاضرهم ومستقبلهم، وكيف كانت منازلهم وعاداتهم ورقصاتهم وأعمالهم، ثم مشاعرهم العاطفية نحو التوبة القديمة. وقد نال هذا الفيلم ثلاث جوائز في السيناريو والإخراج والتصوير من وزارة الثقافة عام 1964 – كما حصل على شهادة تقدير من مهرجان ليبزيج الدولي للأفلام التسجيلية في نفس العام.
- فن الفلاحين: 1967 – 20 دقيقة
  - إخراج: عبد القادر التلمساني
  - إنتاج: المركز القومي للأفلام التسجيلية

وهو تسجيل سسنمائي لمنهج الفنان رمسيس ويصا واصف في التربية الفنية لأبناء الفلاحين في قرية الحرانية بمحافظة الجيزة، وتدريبهم على أعمال السجاد .. وقد حصل هذا الفيلم على شهادة تقدير في مهرجان السينما في طقشند عام 1969. كما نال جائزة الإخراج وجائزة التصوير في مهرجان الأفلام التسجيلية الذي نظمته وزارة الثقافة عام 1970.
- عدوان على الوطن العربي: 1968 – 30 دقيقة
  - إخراج: سعد النديم
  - إنتاج: المؤسسة المصرية العامة للسينما

يصور الفيلم مشاهد مروعة وتسجيلات حية لآثار الخراب والتدمير في كل من مصر وسوريا والأردن نتيجة للعدوان الإسرائيلي الوحشي عام 1967. وقد اعتبر الفيلم في وقته صرخة مدوية ضد هذا العدوان ورفضا له ونداء لمؤازرة العالم للحقوق العربية المهدرة. وقد نال هذا الفيلم جائزة الإخراج وجائزة التصوير في مهرجان الأفلام التسجيلية الذي نظمته وزارة الثقافة عام 1970. كما حصل المصور على شهادة تقدير لجهوده في مجال الفيلم التسجيلي.
- الناي: 1968 – 12 دقيقة
  - إخراج: إحسان فرغل
  - إنتاج: المركز القومي للأفلام التسجيلية

من خلال الألحان التي يعزفها بائع «الناي» المتجول في المدينة، يصور الفيلم قصة الناي باعتباره إحدى الآلات الموسيقية الشعبية الأساسية. ويستعرض الفيلم مناظر تسجيلية رائعة لكيفية صناعة وتجهيز هذه الآلة الشعبية في الريف المصري، ومدى تأثير هذه الآلة في الرقص والغناء وحفلات الأفراح الشعبية. 
- الفن المصري المعاصر: 1969 – 15 دقيقة
  - إخراج: سعد النديم
  - إنتاج: المؤسسة المصرية العامة للسينما

يصور الفيلم تسجيلا لنجاح «نظام التفرغ» كوسيلة يعيش بها الفنان متحررا من هموم البحث عن معاشه وهو النظام الذي أتاح لعدد من الفنانين أن يبدعوا أعمالا لها قيمة تتجلى فيها أساليبهم الفنية المختلفة. ويعرض الفيلم أعمالا لمجموعة من الفنانين المتميزين من أمثال رمسيس يونان، وفؤاد كامل، وتحية حليم وغيرهم .. كما يستعرض هذه الأعمال من خلال زيارات تسجيلية لهؤلاء الفنانين في مراسمهم واستوديوهاتهم.
- ينابيع الشمس: 1969 – 15 دقيقة
  - إخراج: جون فيني
  - إنتاج: الشركة العامة للإنتاج السينمائي

يصور هذا الفيلم نهر النيل من منبعه في قلب أفريقيا إلى مصبه في البحر الأبيض .. كما يصور الطبيعة والحياة على ضفتيه. وقد نال المصور عن هذا الفيلم شهادة شرفية من المركز الكاثوليكي المصري للسينما عام 1970. وجائزة التصوير في مهرجان الأفلام التسجيلية عام 1971 – كما نال الفيلم جائزة التصوير في مهرجان أفلام الأنهار الذي أقيم في مدريد بإسبانيا عام 1986.
- بنك القلق: 1971 – من 14 حلقة كل حلقة 30 دقيقة
  - إخراج: عبد القادر التلمساني
  - إنتاج: أفلام التلمساني أخوان (لحساب هيئة التلفزيون العربي)

مجموعة حلقات روائية مأخوذة عن رواية بنك القلق لتوفيق الحكيم، تصور نماذج من المجتمع المصري المعاصر تعاني من القلق وتبحث عن حل، فيستغل أحد الإقطاعيين السابقين، ممن اضيروا من الثورة، قلق هؤلاء الناس في التخابر مع دولة أجنبية. والحلقات من بطولة عبد المنعم إبراهيم، وأبو بكر عزت، وسناء جميل، ومحمود المليجي.
- من أجل الحياة: 1972 – 85 دقيقة
  - إخراج: حسين حلمي
  - إنتاج: وزارة الزراعة

عرض تسجيلي شامل للزراعة المصرية منذ ميلادها على ضفاف النيل، ومدى كفاح الإنسان المصري لاستنباط البذرة الجيدة وإعدادها للزراعة، والتنوع الكبير في أساليب الري المتبعة في الريف المصري. والتحكم الفريد في مياه النهر الخالد بواسطة المنشآت الهندسية الكبرى التي أقامها المصريون على طول النهر. كما يستعرض الفيلم مشروعات تنمية الثروة الحيوانية، والصناعات الزراعية، ومراحل التعليم في القرى والريف المصري.
- رحلة في كتاب «وصف مصر»: 1972 – 20 دقيقة
  - إخراج: عبد القادر التلمساني
  - إنتاج: أفلام التلمساني أخوان

رحلة تتجول فيها الكاميرا في الكتاب الشهير «وصف مصر» الذي ألفه علماء الحملة الفرنسية على مصر (1797 – 1801).. ويصور مجموعة كبيرة وفريدة من المناظر التي كانت تبدو عليها الآثار الفرعونية والآثار الإسلامية في زمن الحملة. وقد نال هذا الفيلم أربعة جوائز في السيناريو والإخراج والموسيقى التصويرية والتسجيل الصوتي، في مهرجان الأفلام التسجيلية والقصيرة الذي نظمته وزارة الثقافة عام 1973. كما نال الفيلم «الميدالية الذهبية» للمهرجان باعتباره أحسن الأفلام التي تم إنتاجها عام 1972.
- دار الفن في القرية: 1973 – 30 دقيقة
  - إخراج: عبد القادر التلمساني
  - إنتاج: أفلام التلمساني أخوان

رؤية سينمائية أكثر عمقا وتفصيلا لتجربة المربي الفنان المهندس رمسيس ويصا واصف مع أبناء الفلاحين بقرية الحرانية، بجوار أهرامات الجيزة، وتعليمهم طريقة صنع السجاد بمواد وألوان وخامات محلية. ثم تركهم لخيالهم يبدعون فنا تلقائيا أصيلا في لوحات ملونة ينسجونها بخيوط السجاد. وقد نال هذا الفيلم جائزة الإخراج في مهرجان الأفلام التسجيلية القصيرة الذي نظمته وزارة الثقافة عام 1974 .. كما مثل مصر في مهرجان السينما العالمية بموسكو عام 1979 ونال شهادة تقدير.
- الفأس والقلم: 1973 – 10 دقائق
  - إخراج: عبد القادر التلمساني
  - إنتاج: المركز القومي للأفلام التسجيلية

يتناول الفيلم مشكلة محو الأمية في الريف .. ويدعو إلى مشاركة الشباب الجامعي، أثناء الأجازات الصيفية، في محو أمية الفلاحين في القرى. وقد نال هذا الفيلم أربعة جوائز في السيناريو والإخراج والتصوير والمونتاج في مهرجان الأفلام التسجيلية والقصيرة الذي نظمته وزارة الثقافة عام 1974.
- زخارف عربية: 1974 – 20 دقيقة
  - إخراج: عبد القادر التلمساني
  - إنتاج: أفلام التلمساني أخوان

رؤية سينمائية تسجيلية لفنون الزخرفة العربية في العمارة الإسلامية والمآذن والقباب وأعمال الخشب المعشق كما تبدو في الآثار والرخام والصدف والزجاج المعشق كما تبدو في الآثار الإسلامية من جوامع وقصور أثرية. وقد نال هذا الفيلم الجائزة الأولى في التعليق، في مهرجان الأفلام التسجيلية والقصيرة الذي نظمته وزارة الثقافة عام 1975.
- قناة السويس: 1975 – 20 دقيقة
  - إخراج: عنان نديم
  - إنتاج: المركز القومي للأفلام التسجيلية

يصور علاقة الإنسان المصري بمنطقة قناة السويس تاريخيا، والصراع الدائر من أجل السيطرة على مصر طوال الحقبة التاريخية التي تبدأ منذ حفر القناة حتى فترة الاحتفال بإعادة افتتاح قناة السويس في 5 يونيو 1975.
- فنان الإسكندرية – سيف وانلي: 1975 – 9 دقائق
  - إخراج: سامي المعداوي
  - إنتاج: المكتب العربي للسينما

استعراض رائع لعشرات من اللوحات التي أبدعها الفنان المصري السكندري سيف وانلي مع إبراز منهجه الفني في التصوير. وقد نال هذا الفيلم جائزة التصوير في مهرجان الأفلام التسجيلية والقصيرة عام 1976.
- قصة شجرة: 1975 – 27 دقيقة
  - إخراج: عبد القادر التلمساني
  - إنتاج: ستديو مصر

فيلم روائي للأطفال عن قصة شجرة أصابها السوس وتنازعتها عائلتان في القرية وفي النهاية قطعوا الشجرة وقسمت فيما بينهما ... وعندما نبت فرع جديد من جذر الشجرة الام، أمال أحد أبناء العائلتين هذا الفرع ناحية داره حتى تصبح الشجرة له وحده حينما تكبر. وبمرور الأعوام كبرت الشجرة، أصبحت مائلة في اتجاه داره. فوقعت الشجرة المائلة على ذلك البيت وهدمته. والفيلم بطولة عبد المنعم إبراهيم وعبد الوارث عسر وعبد السلام محمد ومحمد عبد العزيز (مؤلف القصة).
- زخارف قبطية: 1975 – 30 دقيقة
  - إخراج: عبد القادر التلمساني
  - إنتاج: أفلام التلمساني أخوان

رؤية سينمائية تسجيلية لفنون الزخرفة القبطية ومراحل تطورها منذ القرن الأول للميلاد حتى العصر الحديث، وذلك من خلال جولة للكاميرا في المتحف القبطي والكنائس والأديرة الأثرية في القاهرة، وفي صحراء وادي النطرون، وفي جبال البحر الأحمر، وفي الريف .. في صعيد مصر. وقد نال هذا الفيلم جائزة التصوير وجائزة الإخراج في مهرجان الأفلام التسجيلية والقصيرة الذي نظمته وزارة الثقافة عام 1976. كما نال جائزة تقديرية في مهرجان القاهرة الدولي الثاني عام 1977. ونال شهادة تقدير من المركز الكاثوليكي المصري للسينما عام 1976. كما نثل مصر في الندوة العالمية عن «أفلام الفن» التي عقدت بمدينة يريفان، عاصمة أرمينيا، تحت إشراف منظمة اليونسكو عام 1977. كما مثل مصر أيضا في مهرجان «أفلام الفن» الذي عقد بمدينة أسولو بإيطاليا عام 1978، ومهرجان الفيلم العربي الذي عقد بمدينة أمستردام بهولندا عام 1979. 
- الحلقة المفقودة: 1975 – 27 دقيقة
  - إخراج: عبد القادر التلمساني
  - إنتاج: أفلام التلمساني أخوان (لحساب جامعة الدول العربية)

فيلم روائي ملون معد للعرض التلفزيوني مأخوذ عن قصة لمحمد رشاد إسماعيل وسيناريو وحوار محمد عبد المجيد إبراهيم والمادة العلمية للدكتور محي الدين صابر ويعالج الفيلم مشكلة محو الامية وتعليم الكبار. وذلك عن طريق تحديث المجتمع، بطولة عبد الوارث عسر وأحمد مرعي.
- مجموعة أفلام عن «الصناعة المصرية»: 1976/1979
  - إخراج: أحمد فؤاد درويش
  - إنتاج: فرعون فيلم

وهي مجموعة تتكون من ثلاثة أفلام هي: مصنع المصانع – بساتم من حلوان – وادي حوف .. تصور معالم النهضة الصناعية في مصر، ودور العامل المصري في تلك النهضة.
- مصر أرض المحبة والسلام: 1977 – 20 دقيقة
  - إخراج: إبراهيم منصور
  - إنتاج: الهيئة العامة للاستعلامات

رؤية سينمائية فريدة لمظاهر ازدهار الأديان السماوية في مصر وتعايش طوائفها المختلفة في إخاء وسلام اجتماعي عبر عصور التاريخ.
- المصحف الشريف: 1977 – 20 دقيقة
  - إخراج: عبد القادر التلمساني
  - إنتاج: أفلام التلمساني أخوان

دراسة فنية للزخارف العربية وفنون الخط العربي في المصحف الشريف، منذ مصحف سيدنا عثمان بن عفان في القرن الأول الهجري والمعروف «بالمصحف الإمام» – الموجود في حجرة مخلفات الرسول بمسجد الحسين بالقاهرة – حتى مصاحف العصر الحديث. مع تصوير الآيات القرآنية التي تحفل بها العمارة الإسلامية في البيوت الأثرية، مثل بيت السحيمي وبيت جمال الدين الذهبي، وفي مساجد ابن طولون والأزهر وقلاوون والسلطان حسن ومساجد العصر الحديث. وقد نال هذا الفيلم أربع جوائز في السيناريو والإخراج والتصوير والمونتاج في مهرجان الأفلام التسجيلية والقصيرة الذي نظمته وزارة الثقافة عام 1978. كما نال جائزة نفرتيتي في مهرجان القاهرة السينمائي الدولي الثالث عام 1978. وجائزة تقدير عن هيئة «سيدالك» المنبثقة عن منظمة اليونسكو لرفعة الآداب والفنون في عام 1978. وشهادة تقدير من مهرجان طقشند للفنون السينمائية عام 1980.
- صحرا سفاري: 1978 – 20 دقيقة
  - إخراج: عبد القادر التلمساني
  - إنتاج: أفلام التلمساني أخوان

تسجيل سينمائي لرحلة سياحية جماعية من الأجانب في صحرائنا الغربية وفي الواحات الخارجة والداخلة، وفي الوادي الجديد .. ومن خلال عيون أفراد هذا الفوج السياحي الأجنبي، نرى ونستكشف مل تتميز به صحارينا من جمال وجلال، وما تحويه أرضها من ثروات طبيعية، ومن آثار: فرعونية وقبطية وإسلامية.
- عالم الفنان حسن حشمت: 1979 – 10 دقائق
  - إخراج: صلاح التهامي
  - إنتاج: المركز القومي للأفلام التسجيلية

تسجيل رائع للحظة الخلق عند الفنان، التي تتفجر فيها كل ما ورثه من حضارة وتراث ليؤكد الفنان المبدع أصالته الفنية وارتباطه بالحياة والبيئة. وقد نال هذا الفيلم جائزة الإخراج من مهرجان الأفلام التسجيلية والقصيرة لعام 1980.
- انفجار: 1979 – 30 دقيقة
  - إخراج: عبد القادر التلمساني
  - إنتاج: أفلام التلمساني أخوان (لحساب الهيئة العامة للاستعلامات)

فيلم تسجيلي ملون يصور القاهرة الكبرى بكل ما فيها من معالم أثرية ترجع من أقدم عصور المسيحية إلى أحدث عصور الإسلام كما يصور القاهرة الحديثة وكورنيش النيل. والعمارات الشاهقة والحياة المترفة وأجواء المحلات التجارية والنوادي الليلية التي تحيل ظلام الليل إلى نهار دائم. ويطرح الفيلم بوضوح تام قضية «الانفجار السكاني» في القاهرة وأثارها الظاهرة على حركة المرور والمواصلات والتموين والتعليم وقضاء أوقات الفراغ والضغط على المرافق العامة. وقد نال هذا الفيلم – باعتباره الجزء الأول الذي يكمله الجزء الثاني باسم «سباق مع البشر» ثلاث جوائز وشهادة تقدير في الإخراج والتصوير والمونتاج والتعليق في مهرجان الأفلام التسجيلية والقصيرة الذي نظمه المجلس الأعلى للثقافة عام 1980.
- سباق مع البشر: 1979 – 30 دقيقة
  - إخراج: عبد القادر التلمساني
  - إنتاج: أفلام التلمساني أخوان

هو الجزء الثاني المتمم لفيلم انفجار ويطرح الفيلم أثار الانفجار السكاني في القاهرة على مشكلة الإسكان بمختلف مظاهرها: التكدس السكاني، والبيوت المهددة بالسقوط والأحياء العشوائية ومناطق الإيواء المؤقت في الخيام والمساجد وسكان المقابر. ويتناول الفيلم عرضا موضوعيا للحلول المطروحة والجهود المبذولة في مواجهة جميع المشاكل السكانية التي يعرضها الفيلم. ومن هذه الحلول: تجديد الأحياء القديمة وبناء أحياء جديدة، الزحف على الصحراء وبناء المدن الجديدة، وتنظيم الأسرة، والتنمية الشاملة. وقد نال هذا الفيلم – وباعتباره الجزء الثاني المتمم لفيلم انفجار – ثلاث جوائز وشهادة تقدير في الإخراج والتصوير والمونتاج والتعليق‘ في مهرجان الأفلام التسجيلية والقصيرة الذي نظمه المجلس الأعلى للثقافة عام 1980.
- سيناء .. الحرب والسلام: 1982 – 27 دقيقة
  - إخراج: عبد القادر التلمساني
  - إنتاج: أفلام التلمساني أخوان

يصور الفيلم سيناء – وخاصة المنطقة الشمالية منها – باعتبارها الباب الشرقي لغزو مصر، والطريق الحربي بينها وبين العالم الخارجي وذلك منذ زمن الفراعنة وحتى حرب أكتوبر 1973 في العصر الحديث وسيناء اليوم مشغولة بالبناء والتعمير وقد تم نقل مياه النيل إليها. وهي تفصح عن كنوزها المعدنية الدفينة، مثل الفحم في وادي المغارة والمنجنيز في أم بجمة، والبترول في خليج السويس. وقد نال هذا الفيلم الجائزة الأولى في مهرجان الأفلام التسجيلية الذي أقيم في مدينة ساليرنو بإيطاليا عام 1986.
- سيناء .. عالم البدو: 1982 – 20 دقيقة
  - إخراج: عبد القادر التلمساني
  - إنتاج: أفلام التلمساني أخوان

فيلم تسجيلي ملون يصور حياة البدو في سيناء وهي تقوم على رعي الإبل والأغنام، وزراعة الحدائق بمياه الآبار. كما يصور الفيلم القضاء العرفي عند البدو، واحتفالاتهم في الزواج وفنونهم الشعبية. وقد نال هذا الفيلم جائزة جامعة باليرمو بصقلية بإيطاليا في المهرجان الأول الذي أقامته الجامعة في نوفمبر 1983 للأفلام الانثروبيولوجية لشعوب البحر الأبيض المتوسط.
- سيناء .. أرض الأديان: 1982 – 20 دقيقة
  - إخراج: عبد القادر التلمساني
  - إنتاج: أفلام التلمساني أخوان

فيلم تسجيلي ملون يصور بصمات الإسلام على أرض سيناء باعتباره قد دخل إلى مصر عن طريقها منذ نحو أربعة عشر قرنا .. وقبل الإسلام كانت سيناء هي الأرض التي مرت بها العائلة المقدسة حينما لجأت إلى مصر منذ أكثر من ألفين من السنين .. ومن قبل عيسى بأكثر من ألف عام عبر موسى أرض سيناء حتى نزل بالوادي المقدس طوى، الذي ناداه الله فيه وجعله من المرسلين وفي هذا الوادي المقدس بنى المسيحيون أعظم آثارهم الدينية وأعرقها في سيناء: دير القديسة كاترين في القرن السادس الميلادي.
- سيناء .. مشتى عالمي: 1982 – 30 دقيقة
  - إخراج: عبد القادر التلمساني
  - إنتاج: أفلام التلمساني أخوان

تسجيل ملون يصور شواطئ خليج العقبة في شرم الشيخ ودهب ونويبع باعتبارها شواطئ دافئة لا تعرف الشتاء، يهفو عليها الهاربون من زمهرير بلاد الشمال الباردة .. حتى في آخر ديسمبر يحتفل السائحون برأس السنة في جو ربيعي دافئ. وعلى امتداد شهور الشتاء يتاح لهم أن يتمتعوا بحمامات الشمس، ويعايشوا بدو الصحراء ويمارسوا كافة رياضات الماء، وفي مقدمها رياضة الغوص التي تتعدد مدارسها ومراكزها على امتداد الخليج. ويسجل الفيلم مظاهر السياحة في شرم الشيخ ودهب ونويبع على مدى فصول السنة حيث يتميز جو هذه المناطق بربيع دائم متصل وهادئ.